# Прозна еда
Прозна еда, такође позната као млађа еда, Сноријева еда (Исландски. Snorra Edda) или, историјски, само као "Еда", је књижевно дело на старонордијском написано на Исланду почетком 13. века. Претпоставља се да је рад написао, или барем састављао, исландски научник и историчар Снори Стурлусон око 1220. године.
Прозна еда је првобитно називана само "Эда", али је касније переименована у Прозну Еду у савременим колекцијама за разлику од збирки под називом "Поетска еда" , који је у великој мери заснован на Кодекс Регинусу, збирка песама, сачињен након Эда у 13. веку на Исланду. У то време, верзија Прозна еда је била добро позната на Исланду, али научници су сугерисали да је ту некада била старија еда у којој се налазе стихови, који су цитирани у Сноријевој еди.

## Етимологија
Етимологија речи "Еда" остаје неизвесна. Постоји много хипотеза и мало сагласности.
Неки тврде да реч потиче од имена Оди, град на југу Исланда, где је Снори одрастао. Еда може да значи "књига о Одију." Међутим, ова претпоставка се, обично одбацује. Зато што са тачке гледишта лингвистике и историје" , Снори није живео у Одијu када је компоновао ово дело.

### Пролог
Пролог је прва од четири књиге, и састоји се од хришћанских митова, за које се претпоставља да имају паралелу са историјским чињеницама, о пореклу нордијске митологије. Скандинавске богови су описани као тројански ратници, који су оставили Троју после пада града. Према Еди, ови ратници су се населили у Северној Европи, где су били прихваћени као божански краљеви, због њихове високе културе и технологије. Након њихове смрти због обреда који су предузимани над њиховим гробницама они прерастју у пагански култ, претварајући их у богове. Александар Брус предложио да је Снори био у поседу неких религиских текстова из Англо-Саксонске енглеске и уско се држао текста када је писао детаљан списак богова и хероја.

### Гилфагининг
Гилфагининг (староисланд. "Превара Гилфија") је прва књига после пролога. Гилфаниниг се бави стварањем и уништавањем света нордијских богива, и многих других делова нордијске митологије. 

### Скалдскапармал
Скалдскапармал је трећа књига Еде. Она се састоји из дијалога између Аегира, нордијског бога мора, и Брагија, бога поезије.

### Хататал
Хататал је закључни део Еде. Тај део су саставили Исландски песници, политичари, и историчар Снори Стурлсон. Овај део Еде је састављен користећи стандардни старонордијски стих, међутим Снори је имао дескриптивни приступ тако да је Хататал пун описа за разлику од осталих песама..